# 轻纱芭蕉螺
轻纱芭蕉螺（学名：Pterynotus pellucidus），是新腹足目骨螺科芭蕉螺属的一种。主要分布于印度尼西亚、台湾，常栖息在沿岸。